# Mubadala Abu Dhabi Open 2023
Il Mubadala Abu Dhabi Open 2023 è un torneo professionistico di tennis giocato all'aperto sul cemento. È la seconda edizione del torneo facente parte della categoria WTA 500 nell'ambito del WTA Tour 2023. Il torneo si svolge nell'impianto Zayed Sports City International Tennis Centre di Abu Dhabi negli Emirati Arabi Uniti, dal 6 al 12 febbraio 2023. Il torneo fa il suo ritorno dopo un'assenza di due anni in seguito alla sospensione del St. Petersburg Ladies Trophy in seguito all'invasione russa dell'Ucraina del 2022.

## Partecipanti al singolare

### Teste di serie
| Nazionalità | Giocatrice           | Ranking* | Testa di serie |
| ----------- | -------------------- | -------- | -------------- |
|             | Dar'ja Kasatkina     | 8        | 1              |
| Svizzera    | Belinda Bencic       | 9        | 2              |
| Kazakistan  | Elena Rybakina       | 10       | 3              |
|             | Veronika Kudermetova | 11       | 4              |
| Lettonia    | Jeļena Ostapenko     | 12       | 5              |
| Brasile     | Beatriz Haddad Maia  | 14       | 6              |
| Estonia     | Anett Kontaveit      | 18       | 7              |
|             | Ljudmila Samsonova   | 19       | 8              |

* Ranking al 30 gennaio 2023.

### Altre partecipanti
Le seguenti giocatrici sono entrate in tabellone con il ranking protetto:
- Bianca Andreescu

- Sorana Cîrstea
- Marta Kostjuk
- Garbiñe Muguruza

Le seguenti giocatrici sono passate dalle qualificazioni:

- Leylah Fernandez
- Rebecca Marino
- Julija Putinceva
- Shelby Rogers
- Elena-Gabriela Ruse
- Dajana Jastrems'ka

Le seguenti giocatrici sono entrate in tabellone come lucky loser:
- Ysaline Bonaventure
- Claire Liu

### Ritiri
Prima del torneo
- Amanda Anisimova → sostituita da  Zheng Qinwen
- Paula Badosa → sostituita da  Claire Liu
- Ons Jabeur → sostituita da  Karolína Plíšková
- Garbiñe Muguruza → sostituita da  Ysaline Bonaventure

## Partecipanti al doppio

### Teste di serie
| Nazione     | Giocatore                | Nazione   | Giovatore        | Ranking* | Testa di serie |
| ----------- | ------------------------ | --------- | ---------------- | -------- | -------------- |
| Stati Uniti | Desirae Krawczyk         | Messico   | Giuliana Olmos   | 21       | 1              |
| Kazakistan  | Anna Danilina            | Ucraina   | Ljudmyla Kičenok | 34       | 2              |
| Stati Uniti | Nicole Melichar-Martinez | Australia | Ellen Perez      | 35       | 3              |
| Cina        | Yang Zhaoxuan            |           | Vera Zvonarëva   | 50       | 4              |

* Ranking al 30 gennaio 2023.

### Altre partecipanti
Le seguenti coppie sono entrate in tabellone con il ranking protetto:
- Bethanie Mattek-Sands /  Sania Mirza

### Ritiri
Prima del torneo
- Desirae Krawczyk /  Demi Schuurs → sostituite da  Desirae Krawczyk /  Giuliana Olmos

## Campionesse

### Singolare
Belinda Bencic ha sconfitto in finale  Ljudmila Samsonova con il punteggio di 1-6, 7-6(8), 6-4.
- É il decimo titolo in carriera per Bencic, il secondo della stagione.

### Doppio
Luisa Stefani /  Zhang Shuai hanno sconfitto in finale  Shūko Aoyama /  Chan Hao-ching con il punteggio di 3-6, 6-2, [10-8].